# أحمد العادل اليعكوب
احمد عادل أليعكوب من مواليد (27 يناير 1993) في ( كربلاء ، العراق ) هو العراقي لاعب كرة القدم الذي يلعب في الجناح ولاعب جناح خلفي . وبلغ طول 182 سم. لعب مع منتخب العراق لكرة القدم تحت 20 سنة في بطولة آسيا تحت 19 سنة 2012 وحقق المركز الثاني في البطولة. كانت بداية مباراته مع نادي كربلاء ، ثم انتقل إلى نادي الصناعة في عام 2012 ، وانتقل إلى نادي غاز الشمال في الدوري العراقي في عام 2019

## مرتبة الشرف

### النادي
كربلاء
- الدوري العراقي الممتاز: 2006–07
- الدوري العراقي الممتاز: 2007–08
- الدوري العراقي الممتاز: 2008-09
- الدوري العراقي الممتاز: 2009-10
- الدوري العراقي الممتاز: 2010-11
- الدوري العراقي الممتاز: 2011-12

الصناعة
- الدوري العراقي الممتاز: 2012-13
- الدوري العراقي الممتاز: 2014-15
- الدوري العراقي الممتاز: 2015–16
- الدوري العراقي الممتاز: 2016-2017
- الدوري العراقي الممتاز: 2017–18
- الدوري العراقي الممتاز: 2018-19

غاز الشمال
- الدوري العراقي الممتاز: 2019–20

## إحصائيات
آخر تحديث 10 أيلول 2006.
| الفريق                     | عدد المباريات | عدد الأهداف |
| -------------------------- | ------------- | ----------- |
| المنتخب العراقي تحت 20 سنة | 2             | 0           |
| نادي كربلاء                | 34            | 11          |
| نادي الصناعة               | 25            | 6           |
| نادي غاز الشمال            | 5             | 0           |
| المجموع                    | 66            | 17          |

## روابط خارجية
- Profile on transfermarkt
- Profile on playmakerstats
- Profile on globalsportsarchive
- الملف الشخصي على كووورة
- Profile on sortitoutsi
- Profile on everythingforfootball
- Profile on grenadafa
- Profile on fmdataba
- مقال على وكالة أنباء القلم الأبيض